# 頽廃的美学論
頽廃的美学論（たいはいてきびがくろん、原題：Q:Are We Not Men? A:We Are Devo!）は、アメリカのロックバンド、ディーヴォのメジャーデビュー・アルバム。
タイトルはH・G・ウェルズ原作の「モロー博士の島」を原作とした1933年の映画「獣人島」(”Island of Lost Souls”)の獣人たちの台詞にちなむ。
ケルンのコニー・プランクのスタジオとサンフランシスコのDifferent Furで収録された。
ブライアン・イーノによるプロデュース 及び、ローリング・ストーンズの「サティスファクション」を大胆なアレンジによるカヴァーが話題を呼んだ。
2008年現在、リマスターされた紙ジャケットの限定版がリリースされている。
『ローリング・ストーン』誌が選んだ「オールタイム・グレイテスト・アルバム500」と「オールタイム・ベスト・デビュー・アルバム100」に於いて、それぞれ252位と76位にランクイン。

## 収録曲
括弧内は作詞・作曲者名。
1. 狂気の衝動 - Uncontrollable Urge (3:09)（マーク）
2. サティスファクション - (I Can't Get No) Satisfaction (2:40)（ジャガー、リチャーズ）
3. プレイング・ハンズ - Praying Hands (2:47)（ジェリー、マーク）
4. スペース・ジャンク - Space Junk (2:14)（ジェリー、マーク）
5. モンゴロイド - Mongoloid (3:44)（ジェリー）
6. ジョコー・ホモ - Jocko Homo (3:40)（マーク）
7. 偏執狂が多すぎる - Too Much Paranoias (1:57)（マーク）
8. ガット・フィーリング - Gut Feeling / Slap Your Mammy (4:54)（マーク、ボブ1号）
9. カム・バック・ジョニー - Come Back Jonee (3:47)（ジェリー、マーク）
10. スラッピー - Sloppy (I Saw My Baby Gettin') (2:40)（マーク、ボブ1号、ジェリー）
11. シリベル・アップ - Shrivel Up (3:05)（ジェリー、マーク、ボブ1号）